# Démuin
Démuin – miejscowość i gmina we Francji, w regionie Hauts-de-France, w departamencie Somma.
Według danych na rok 1990 gminę zamieszkiwało 419 osób, a gęstość zaludnienia wynosiła 37 osób/km² (wśród 2293 gmin Pikardii Démuin plasuje się na 594. miejscu pod względem liczby ludności, natomiast pod względem powierzchni na miejscu 365.).